# 박지은 (골프 선수)
박지은(1979년 3월 6일 ~ )은 대한민국의 전 골프 선수이다.
8살 때 아버지의 영향으로 골프를 시작한 그녀는 평균 드라이버 거리가 255야드이다. 2004년 최저타수상인 베어트로피를 수상했다.
2012년 6월 웨그먼스 LPGA 챔피언십을 끝으로 현역 은퇴를 선언하였다.

## 주요 전적
2004년 LPGA메이져 대회인 나비스코 챔피언십에서 우승.